# Elionor de Màntua
Elionor Gonzaga de Màntua -en italià Eleonora Gonzaga di Mantova- coneguda també com a Elionor de Nevers-Màntua o Elionor de Mayenne (Màntua, 18 de novembre de 1630 -Viena, 6 de desembre de 1686) fou una noble italiana de la casa de Gonzaga, filla del duc Carles II de Màntua (1609-1631) i de Maria Gonzaga de Màntua (1609-1660). Elionor era considerada una dona molt culta i pietosa. Ella mateixa va escriure poemes, va dirigir un acadèmia literària i va animar la vida cultural de Viena. Encara que de formació catòlica, va ser molt tolerant amb els escriptors protestants. Va fundar diversos monestirs, entre ells el de les Ursulines, a Viena. Era també protectora de l'ordre de les carmelites. Així mateix també va fundar l'orde religiós de les esclaves de la virtut.

## Família
El 30 d'abril de 1651 es va casar a Wiener Neustadt a l'Arxiducat d'Àustria amb l'emperador Ferran III (1608-1657), fill de l'emperador Ferran II i de la princesa Maria Anna de Baviera (1574-1616). La parella tingué quatre fills:
- SAIR l'arxiduquessa Teresa d'Àustria, nascuda a Viena el 1652 i morta el 1653.
- SAIR l'arxiduquessa Elionor d'Àustria, nascuda a Ratisbona el 1653 i morta el 1697 a Viena. Es casà en primeres núpcies amb el rei Miquel I de Polònia i en segones núpcies amb el duc Carles V de Lorena.
- SAIR l'arxiduquessa Maria Anna d'Àustria (1654-1689), nascuda el 1654 a Viena i morta el 1689 a Düsseldorf. Es casà amb l'elector palatí Joan Guillem II del Palatinat.
- SAIR l'arxiduc Ferran Josep d'Àustria, nat el 1657 a Viena i mort l'any següent.